# Pape Gueye
Pape Gueye (24 januari 1999) is een Frans-Senegalees voetballer, die doorgaans speelt als defensieve middenvelder. Gueye werd medio 2020 door Olympique Marseille overgenomen van Le Havre AC.

## Clubcarrière
Gueye is een jeugdspeler van Blanc-Mesnil SF en Le Havre AC. Bij Le Havre maakte hij op 5 mei 2017 zijn debuut in de Ligue 2. In de thuiswedstrijd tegen Chamois Niortais FC mocht hij zes minuten voor tijd Cédric Cambon komen vervangen. De wedstrijd eindigde op 0–0. In april 2020 werd bekendgemaakt dat Gueye een overeenkomst voor vijf seizoenen zou tekenen bij Watford FC. Op 1 juli 2020 tekende hij echter bij Olympique Marseille.

## Clubstatistieken
| Seizoen | Club                | Competitie | Competitie | Competitie | Beker | Beker | Internationaal | Internationaal | Totaal | Totaal |
| Seizoen | Club                | Competitie | Wed.       | Dlp.       | Wed.  | Dlp.  | Wed.           | Dlp.           | Wed.   | Dlp.   |
| ------- | ------------------- | ---------- | ---------- | ---------- | ----- | ----- | -------------- | -------------- | ------ | ------ |
| 2016/17 | Le Havre AC         | Ligue 2    | 1          | 0          | 0     | 0     | –              | –              | 1      | 0      |
| 2017/18 | Le Havre AC         | Ligue 2    | 1          | 0          | 0     | 0     | –              | –              | 1      | 0      |
| 2018/19 | Le Havre AC         | Ligue 2    | 12         | 0          | 1     | 0     | –              | –              | 1      | 0      |
| 2019/20 | Le Havre AC         | Ligue 2    | 25         | 0          | 0     | 0     | –              | –              | 1      | 0      |
| 2020/21 | Olympique Marseille | Ligue 1    |            |            |       |       |                |                |        |        |
| Totaal  | Totaal              | Totaal     | 39         | 0          | 1     | 0     | 0              | 0              | 40     | 0      |

Bijgewerkt op 1 juli 2020.

## Interlandcarrière
Gueye is een voormalig Frans jeugdinternational.